# Eleições autárquicas portuguesas de 1976 na Madeira
| Eleições autárquicas portuguesas de 1976 Distritos: Aveiro \| Beja \| Braga \| Bragança \| Castelo Branco \| Coimbra \| Évora \| Faro \| Guarda \| Leiria \| Lisboa \| Portalegre \| Porto \| Santarém \| Setúbal \| Viana do Castelo \| Vila Real \| Viseu \| Açores \| Madeira |

## Resultados por concelho
Os resultados nos concelhos da Região Autónoma da Madeira foram os seguintes:

### Calheta
| Partido                 | Partido                                 | Votos | %               | Vereadores |
| ----------------------- | --------------------------------------- | ----- | --------------- | ---------- |
|                         | Partido Social Democrata                | 3 177 | 61,19 / 100,00  | 4 / 5      |
|                         | Centro Democrático Social               | 1 463 | 28,18 / 100,00  | 1 / 5      |
|                         | Partido Socialista                      | 348   | 6,70 / 100,00   | 0 / 5      |
|                         | Grupos Dinamizadores de Unidade Popular | 48    | 0,92 / 100,00   | 0 / 5      |
| Votos Inválidos         | Votos Inválidos                         | 156   | 3,01 / 100,00   |            |
| Total                   | Total                                   | 5 192 | 100,00 / 100,00 | 5 / 5      |
| Eleitorado/Participação | Eleitorado/Participação                 | 8 508 | 61,02 / 100,00  |            |

### Câmara de Lobos
| Partido                 | Partido                                 | Votos  | %               | Vereadores |
| ----------------------- | --------------------------------------- | ------ | --------------- | ---------- |
|                         | Partido Social Democrata                | 4 740  | 56,67 / 100,00  | 5 / 7      |
|                         | Centro Democrático Social               | 1 818  | 21,74 / 100,00  | 2 / 7      |
|                         | Partido Socialista                      | 724    | 8,66 / 100,00   | 0 / 7      |
|                         | Grupos Dinamizadores de Unidade Popular | 659    | 7,88 / 100,00   | 0 / 7      |
|                         | Frente Eleitoral Povo Unido             | 127    | 1,52 / 100,00   | 0 / 7      |
| Votos Inválidos         | Votos Inválidos                         | 296    | 3,54 / 100,00   |            |
| Total                   | Total                                   | 8 364  | 100,00 / 100,00 | 7 / 7      |
| Eleitorado/Participação | Eleitorado/Participação                 | 14 416 | 58,02 / 100,00  |            |

### Funchal
| Partido                 | Partido                                 | Votos  | %               | Vereadores |
| ----------------------- | --------------------------------------- | ------ | --------------- | ---------- |
|                         | Partido Social Democrata                | 13 594 | 42,42 / 100,00  | 4 / 9      |
|                         | Partido Socialista                      | 9 096  | 28,38 / 100,00  | 3 / 9      |
|                         | Centro Democrático Social               | 5 799  | 18,10 / 100,00  | 2 / 9      |
|                         | Grupos Dinamizadores de Unidade Popular | 1 931  | 6,03 / 100,00   | 0 / 9      |
|                         | Frente Eleitoral Povo Unido             | 877    | 2,74 / 100,00   | 0 / 9      |
| Votos Inválidos         | Votos Inválidos                         | 750    | 2,34 / 100,00   |            |
| Total                   | Total                                   | 32 047 | 100,00 / 100,00 | 9 / 9      |
| Eleitorado/Participação | Eleitorado/Participação                 | 65 134 | 49,20 / 100,00  |            |

### Machico
| Partido                 | Partido                                 | Votos  | %               | Vereadores |
| ----------------------- | --------------------------------------- | ------ | --------------- | ---------- |
|                         | Partido Social Democrata                | 3 412  | 48,74 / 100,00  | 4 / 7      |
|                         | Grupos Dinamizadores de Unidade Popular | 2 720  | 38,85 / 100,00  | 3 / 7      |
|                         | Partido Socialista                      | 314    | 4,49 / 100,00   | 0 / 7      |
|                         | Centro Democrático Social               | 277    | 3,96 / 100,00   | 0 / 7      |
|                         | Frente Eleitoral Povo Unido             | 105    | 1,50 / 100,00   | 0 / 7      |
| Votos Inválidos         | Votos Inválidos                         | 173    | 2,47 / 100,00   |            |
| Total                   | Total                                   | 7 001  | 100,00 / 100,00 | 7 / 7      |
| Eleitorado/Participação | Eleitorado/Participação                 | 10 837 | 64,60 / 100,00  |            |

### Ponta do Sol
| Partido                 | Partido                                 | Votos | %               | Vereadores |
| ----------------------- | --------------------------------------- | ----- | --------------- | ---------- |
|                         | Partido Social Democrata                | 2 964 | 79,29 / 100,00  | 5 / 5      |
|                         | Centro Democrático Social               | 274   | 7,33 / 100,00   | 0 / 5      |
|                         | Partido Socialista                      | 229   | 6,13 / 100,00   | 0 / 5      |
|                         | Grupos Dinamizadores de Unidade Popular | 151   | 4,04 / 100,00   | 0 / 5      |
| Votos Inválidos         | Votos Inválidos                         | 120   | 3,21 / 100,00   |            |
| Total                   | Total                                   | 3 738 | 100,00 / 100,00 | 5 / 5      |
| Eleitorado/Participação | Eleitorado/Participação                 | 5 637 | 66,31 / 100,00  |            |

### Porto Moniz
| Partido                 | Partido                   | Votos | %               | Vereadores |
| ----------------------- | ------------------------- | ----- | --------------- | ---------- |
|                         | Partido Social Democrata  | 1 220 | 66,70 / 100,00  | 4 / 5      |
|                         | Centro Democrático Social | 415   | 22,69 / 100,00  | 1 / 5      |
|                         | Partido Socialista        | 153   | 8,37 / 100,00   | 0 / 5      |
| Votos Inválidos         | Votos Inválidos           | 41    | 2,24 / 100,00   |            |
| Total                   | Total                     | 1 829 | 100,00 / 100,00 | 5 / 5      |
| Eleitorado/Participação | Eleitorado/Participação   | 2 448 | 74,71 / 100,00  |            |

### Porto Santo
| Partido                 | Partido                   | Votos | %               | Vereadores |
| ----------------------- | ------------------------- | ----- | --------------- | ---------- |
|                         | Partido Socialista        | 887   | 50,03 / 100,00  | 3 / 5      |
|                         | Partido Social Democrata  | 778   | 43,88 / 100,00  | 2 / 5      |
|                         | Centro Democrático Social | 62    | 3,50 / 100,00   | 0 / 5      |
| Votos Inválidos         | Votos Inválidos           | 46    | 2,60 / 100,00   |            |
| Total                   | Total                     | 1 773 | 100,00 / 100,00 | 5 / 5      |
| Eleitorado/Participação | Eleitorado/Participação   | 2 466 | 71,90 / 100,00  |            |

### Ribeira Brava
| Partido                 | Partido                     | Votos | %               | Vereadores |
| ----------------------- | --------------------------- | ----- | --------------- | ---------- |
|                         | Partido Social Democrata    | 3 327 | 79,71 / 100,00  | 5 / 5      |
|                         | Partido Socialista          | 400   | 9,58 / 100,00   | 0 / 5      |
|                         | Centro Democrático Social   | 180   | 4,31 / 100,00   | 0 / 5      |
|                         | Frente Eleitoral Povo Unido | 92    | 2,20 / 100,00   | 0 / 5      |
| Votos Inválidos         | Votos Inválidos             | 175   | 4,19 / 100,00   |            |
| Total                   | Total                       | 4 174 | 100,00 / 100,00 | 5 / 5      |
| Eleitorado/Participação | Eleitorado/Participação     | 8 002 | 52,16 / 100,00  |            |

### Santa Cruz
| Partido                 | Partido                     | Votos  | %               | Vereadores |
| ----------------------- | --------------------------- | ------ | --------------- | ---------- |
|                         | Partido Social Democrata    | 4 691  | 64,11 / 100,00  | 5 / 7      |
|                         | Partido Socialista          | 1 250  | 17,08 / 100,00  | 1 / 7      |
|                         | Centro Democrático Social   | 934    | 12,76 / 100,00  | 1 / 7      |
|                         | Frente Eleitoral Povo Unido | 121    | 1,65 / 100,00   | 0 / 7      |
| Votos Inválidos         | Votos Inválidos             | 321    | 4,38 / 100,00   |            |
| Total                   | Total                       | 7 317  | 100,00 / 100,00 | 7 / 7      |
| Eleitorado/Participação | Eleitorado/Participação     | 13 491 | 54,24 / 100,00  |            |

### Santana
| Partido                 | Partido                     | Votos | %               | Vereadores |
| ----------------------- | --------------------------- | ----- | --------------- | ---------- |
|                         | Partido Social Democrata    | 3 146 | 75,52 / 100,00  | 5 / 5      |
|                         | Centro Democrático Social   | 426   | 10,23 / 100,00  | 0 / 5      |
|                         | Partido Socialista          | 393   | 9,43 / 100,00   | 0 / 5      |
|                         | Frente Eleitoral Povo Unido | 79    | 1,90 / 100,00   | 0 / 5      |
| Votos Inválidos         | Votos Inválidos             | 122   | 2,93 / 100,00   |            |
| Total                   | Total                       | 4 166 | 100,00 / 100,00 | 5 / 5      |
| Eleitorado/Participação | Eleitorado/Participação     | 6 701 | 62,17 / 100,00  |            |

### São Vicente
| Partido                 | Partido                   | Votos | %               | Vereadores |
| ----------------------- | ------------------------- | ----- | --------------- | ---------- |
|                         | Partido Social Democrata  | 1 438 | 55,59 / 100,00  | 3 / 5      |
|                         | Centro Democrático Social | 641   | 24,78 / 100,00  | 1 / 5      |
|                         | Partido Socialista        | 395   | 15,27 / 100,00  | 1 / 5      |
| Votos Inválidos         | Votos Inválidos           | 113   | 4,37 / 100,00   |            |
| Total                   | Total                     | 2 587 | 100,00 / 100,00 | 5 / 5      |
| Eleitorado/Participação | Eleitorado/Participação   | 4 813 | 53,75 / 100,00  |            |